# Sungai Kamparkiri
Sungai Kamparkiri är ett vattendrag i Indonesien. Det ligger i den västra delen av landet, 900 km nordväst om huvudstaden Jakarta.